# 刚性充气艇
刚性充气艇（英語：rigid-hulled inflatable boat，缩写RIB或RHIB），是一类兼具刚性艇体和充气护舷的轻型快艇。其重量比全刚性艇轻，便于母船吊装作业，此外充气护舷可以实现快速靠帮，适用于临检执法、海上救援、港口巡逻等各类任务，被各国海警和海军广泛使用。

## 结构

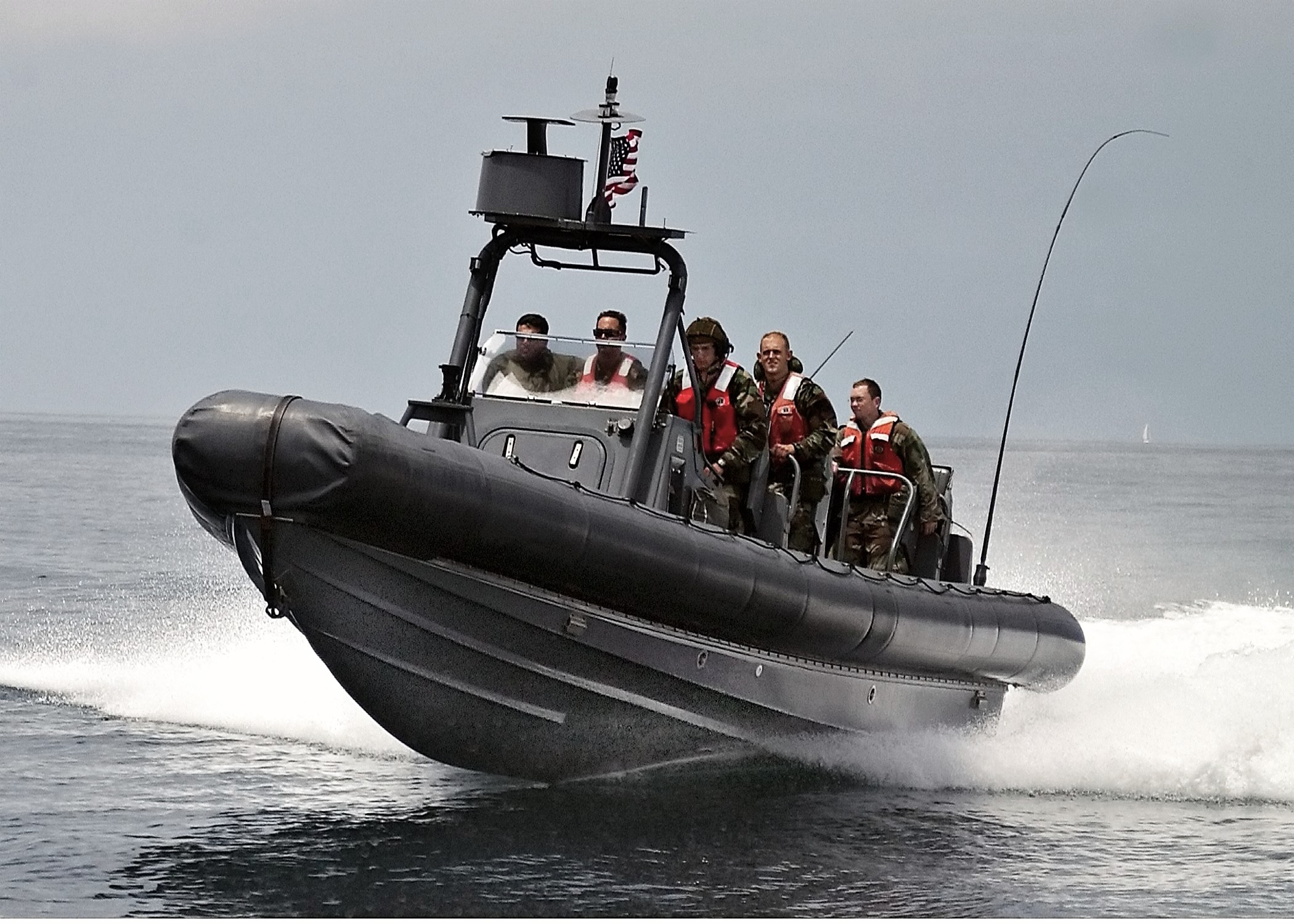
美国海军刚性充气艇

### 艇体
刚性充气艇多采用滑行艇艇型，处于滑行状态时仅艇底部与水面接触。多使用铝合金或玻璃钢复合材料建造。

### 护舷
充气护舷以U型环绕艇体，通常使用聚氯乙烯（PVC）、Hypalon、熱塑性聚氨酯（TPU）等材料制造。充气护舷设置有多个独立密闭气室，每个气室配有阀门调节气压。

## 各国使用
- 太平洋24型（英语：Pacific 24）：贝宜系统建造，英国皇家海军用[5]
- 短程检察官快艇（英语：Short Range Prosecutor）：美国海岸警卫队用
- 远程拦截者快艇（英语：Long Range Interceptor）：美国海岸警卫队用
- K85型快艇：中华民国陆军用[6]
- M109特戰突擊艇：中華民國海軍陸戰隊用[7]